# MakSim
Marina Sergejevna Abrosimovová (rusky Марина Сергеевна Абросимова, * 10. června 1983 v Kazani, Sovětský svaz, dnes Ruská federace), známá pod uměleckým pseudonymem MakSim (rusky МакSим), je ruská populární zpěvačka a hudební producentka.
Své debutové studiové album Obtížný věk vydala oficiálně 28. dubna 2006. V říjnu 2007 vydala druhé studiové album s názvem Můj ráj. V prosinci 2009 vyšlo třetí album Samotář. Během své kariéry získala řadu hudebních ocenění. V Rusku patří mezi jednu z nejpopulárnějších zpěvaček současnosti.
V říjnu 2008 se na Bali provdala za ruského hudebního producenta Alexeje Lugovtsova, v dubnu 2009 se jim narodila dcera Aleksandra.

## Diskografie

### Studiová alba
- 2006: Trudny vozrast (rusky Трудный возраст)
- 2007: Moj raj (Мой рай)
- 2009: Odinočka (Одиночка)
- 2013: Drugaja realnosť (Другая реальность)